# إفاريست ليفي بروفنسال
إفاريست لافي بروفنسال (بالفرنسية: Évariste Lévi-Provençal)،(1311- 1376هـ/1894- 1955م) هو مؤرخ، وكاتب، من المستشرقين، ومختص في علوم إسلامية، فرنسي ولد وتعلم في الجزائر، اشتغل بتصحيح المخطوطات العربية ونشرها.

## أصول
ايفاريست لافي بروفنسال - من أصول يهودية. فإن أهل لافي بروفنسال جاؤوا من الجزائر، رغم أن العائلة أتت من الجنوب من فرنسا ببروفانس ومن هنا جاء اسم بروفنسال، والتي تركتها الأسرة في نهاية القرن الخامس عشر 1480: بعد فترة بقت مدة طويلة في إيطاليا أين يمكن أن يكون اسم "ليفي"، ثم استقروا بشمال أفريقيا، ربما نحو سنة 1600. في القرن التاسع عشر اتجهت إلى الجزائر بعد طرد اليهود من البروفانس ومنطقة غرب البحر الأبيض المتوسط بأوروبا.
وقد تتلمذ على يديه من من مصر الدكتور محمد عبد الله دراز.

## مقدمة
ايفاريست لافي بروفنسال، يعتبر زعيم البحث في الفكر الإسلامي في فرنسا، مديرا لمعهد الدراسات الإسلامية في الجزائر. متخصص في الأندلس، أبحاثه واكتشافاته اكملت التعريف بالعلوم الإسلامية في إسبانيا العهد الإسلامي.

## كتب مختارة
- قرن خلافة قرطبة« (المجلد الثالث "التاريخ الإسلامي في إسبانيا")
- فتح الأمارات الأموية في الأندلس (710-912)« (المجلد الأول "التاريخ الإسلامي في إسبانيا")،1944.
- اشبيلية المسلمة بداية من القرن الثاني عشر
- إسبانيا المسلمة في القرن العاشر. والمؤسسات والحياة الاجتماعية ، باريس، ميزون نوف & لاروز، 1932.